# Euryparyphes maroccanus
Euryparyphes maroccanus är en insektsart som först beskrevs av Henri Saussure 1887.  Euryparyphes maroccanus ingår i släktet Euryparyphes och familjen Pamphagidae. Inga underarter finns listade i Catalogue of Life.